# IAD
Інтегро́ваний при́стрій до́ступу (англ. Integrated Access Device, IAD ) являє собою пристрій в приміщенні користувача, що забезпечує доступ до глобальних мереж та Інтернет. Зокрема, він збирає декілька каналів інформації, включаючи передачу голосу і даних, на одну лінію зв'язку до телекомунікаційної компанії або постачальника послуг PoP (точки доступу). Доступ зв'язку може бути по лінії T1, через DSL з'єднання, через кабельну (КТБ) мережу, по лінії широкосмугового бездротового зв'язку, або Metro-Ethernet (MAN) -з'єднання.
У PoP агрегована інформація замовника, як правило, направляється в мультиплексор вводу або мультисервісну платформу  SONET/SDH, які є складними і дорогими пристроями і знаходяться між клієнтами і ядром мережі. Вони управляють рухом потоків, що надходять від клієнтів і передають ці потоки до ТМЗК (голос) або до відповідної глобальної мережі (ATM-мережі, FR-мережі  або Інтернет).
IAD іноді встановлюється постачальником послуг, до якого клієнт бажає підключитися. Це дозволяє постачальнику послуг управляти особливостями каналу доступу та керувати його роботою під час використання. Через конкуренцію постачальники послуг тепер пропонують послуги доступу за різними технологіями доступу, включаючи бездротові оптичні  і MAN-мережі. Старі телекомунікаційні протоколи і транспортні методи (T1 з часовим поділом каналів) замінюються на методи доступу, які підходять для мережевого, канального і фізичного рівнів. У зв'язку з цим провайдер, як правило, вказує відповідний IAD або сам його встановлює. 
IAD будуть об'єднувати свій IP-трафік даних і GSM трафік АТМ на вузол стільникового зв'язку, проводячи їх разом до мульти-сервісних маршрутизаторів, які встановлені перед центром комутації мобільного зв'язку (MSC). Вони будуть агрегувати трафік базових станцій і далі до MSN.